# Neudriewitz
Neudriewitz, obersorbisch Borduc, war eine kleine Siedlung, die von 1831 bis 1900 mitten im ausgedehnten Waldgebiet der Driewitz-Milkeler Heiden auf dem Gebiet der heutigen Gemeinde Lohsa im Landkreis Bautzen, südlich des Ortes Driewitz bestand. Sie lag direkt nördlich der Grenze zu Sachsen auf preußischem Gebiet. Die Siedlung wurde um 1900 aus wirtschaftlichen Gründen aufgegeben. Sie bestand aus einem Vorwerk und fünf Hauswirtschaften. Die Bewohner sind in die umliegenden Orte gezogen. Reste der Siedlung sind heute noch zu sehen.
Koordinaten: 51° 20′ N, 14° 27′ O